# Бероиде (Перуђа)
Бероиде је насеље у Италији у округу Перуђа, региону Умбрија.
Према процени из 2011. у насељу је живело 230 становника. Насеље се налази на надморској висини од 223 м.